# Johan Edman
Johan Viktor Edman (* 29. März 1875 in Långseruds-Ed; † 19. August 1927 in Norra Ny) war ein schwedischer Tauzieher.

## Erfolge
Johan Edman war ein Polizist der Stockholmer Polizei Stockholmspolisens. Bei den Olympischen Spielen 1912 in Stockholm gehörte er zur schwedischen Mannschaft im Tauziehen. Bei dem Wettbewerb traten lediglich zwei Mannschaften an, nachdem sich von den ursprünglich fünf gemeldeten Mannschaften Österreich, Böhmen und Luxemburg vor dem Turnierbeginn zurückgezogen hatten. Die acht Schweden traten für die Stockholmspolisens an, aus der direkt im Anschluss der Spiele heraus der Stockholmspolisens IF gegründet wurde. Die britische Mannschaft bestand aus acht Vertretern der City of London Police. Mit 2:0 setzten sich die Schweden gegen die Briten durch, womit Edman gemeinsam mit Arvid Andersson, Adolf Bergman, Erik Algot Fredriksson,  August Gustafsson, Carl Jonsson, Erik Larsson und Herbert Lindström als Olympiasieger die Goldmedaille erhielt. Ein Jahr später war Edman auch Teil der schwedischen Tauziehmannschaft, die den Titel bei der Weltmeisterschaft gewann.